# Morgoth (band)
Morgoth is een Duitse deathmetalband.
De band werd opgericht in 1985 onder de naam Cadaverous Smell maar al snel hernoemd naar Morgoth. Na enkele demo's en ep's bracht de band in 1991 het eerste album Cursed uit. Na in 1993 Odium en in 1996 Feel Sorry for the Fanatic te hebben gemaakt ging de band in 1998 uit elkaar. In 2010 kwamen ze weer bij elkaar en in 2011 stond Morgoth op Wacken Open Air.

## Bandleden
- Marc Grewe - zang, basgitaar
- Harald Busse - gitaar
- Carsten Otterbach - gitaar
- Sebastian Swart - basgitaar
- Rüdiger Hennecke - drums, keyboard
- Markus Freiwald - sessiedrums

## Discografie
- 1988: Pits of Utumno (demo)
- 1989: Resurrection Absurd (EP)
- 1990: The Eternal Fall (EP)
- 1991: Cursed
- 1993: Odium
- 1996: Feel Sorry for the Fanatic
- 2005: 1987–1997: The Best of Morgoth (best of)
- 2015: Ungod